# بورغفيدل
بورغودل (بالألمانية: Burgwedel) هي بلدة ألمانية تقع في ألمانيا في Hanover region.  يقدر عدد سكانها بـ 20,440 نسمة .